# Vogtland (Automarke)
Vogtland war eine Automarke, die von 1910 bis 1912 von der  Maschinenfabrik Endesfelder & Weiss  in  Plauen hergestellt wurde. Endesfelder & Weiss produzierte bereits seit 1892 Textilmaschinen.
Gebaut wurden ein 6/12-PS-Modell (1,5 l Hubraum, 12 PS/8,8 kW Leistung) und ein 10/20-PS-Modell (2,5 l Hubraum, 20 PS/15 kW Leistung). Die Wagen wurden nur regional angeboten.

## Quelle
- Halwart Schrader: Deutsche Autos 1886–1920. 1. Auflage. Motorbuch Verlag Stuttgart (2002). ISBN 3--613-02211-7. Seite 368.